# Lorica (biologia)

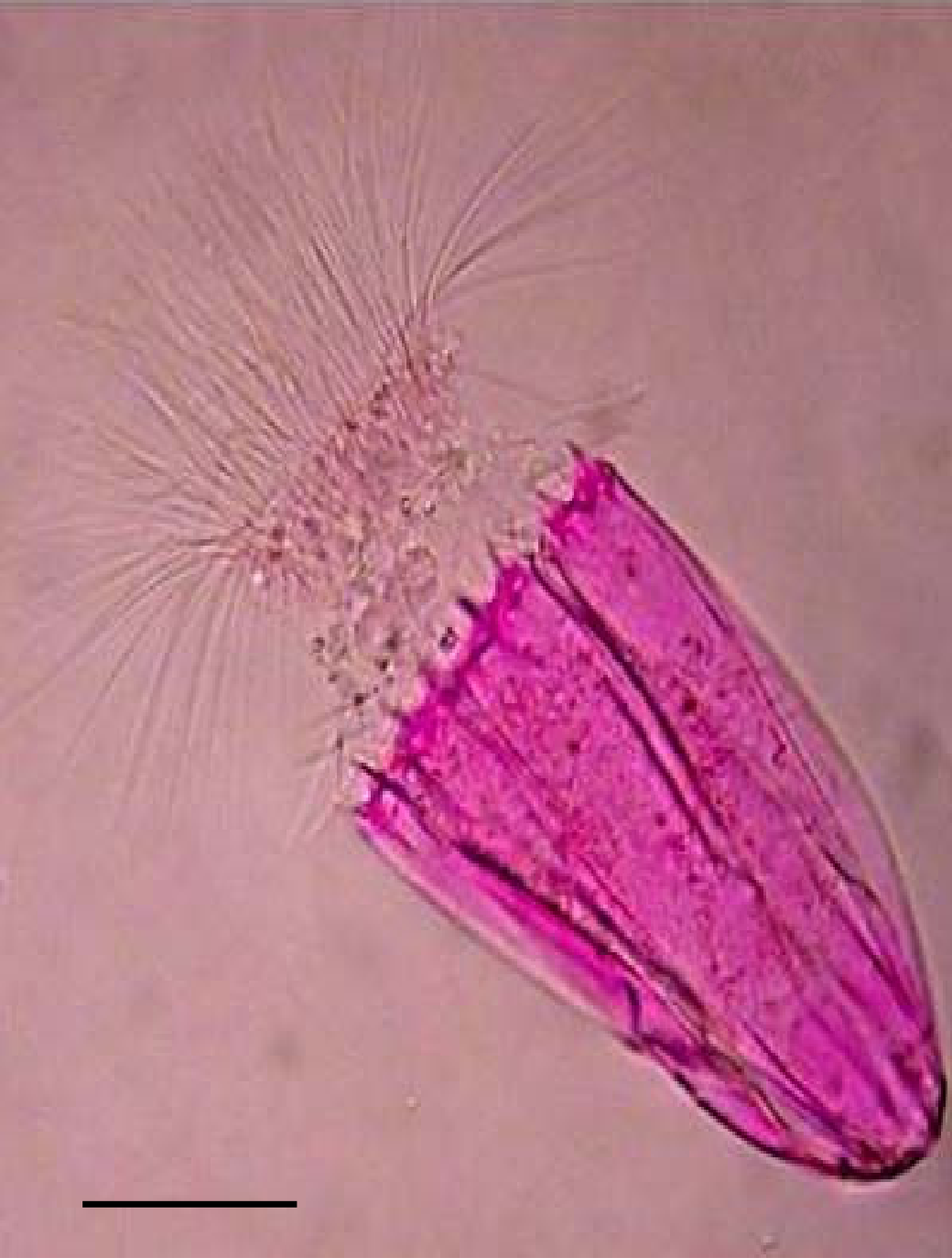
Lorica (de coloração rosa) de um loricífero do género Spinoloricus.

Lorica (do latim: lorica; "espartilho", ou "couraça", usada pelos antigos soldados romanos: v. lorica segmentata) é designação utilizada em biologia para designar a cobertura externa protectora, uma forma de exoesqueleto, geralmente em forma de concha, frequentemente reforçada com grãos de areia e outras partículas, que é secretada pelos organismos do filo Loricifera e por alguns protozoários. Geralmente é de forma tubular ou cónica, como um invólucro ou concha solta que é fechada apenas numa extremidade.

## Descrição
Um exemplo é o género de protozoários Stentor, no qual a lorica assume uma forma semelhante a um trompete. Nos tintinídeos, a lorica é frequentemente transparente e é usado como domicílio. A espécie Halofolliculina corallasia apresenta uma lorica que é ligada ao organismo como se fosse uma estrutura externa e na qual este se retrai quando perturbado.
A formação da lorica segue três fases distintas: (1) aglomeração em torno de um molde natural; (2) extensão helicoidal; e (3) estabilização.